# Чова
Чова (長和) је јапанска ера (ненко) која је настала после Канко и пре Канин ере. Временски је трајала од децембра 1012. до априла 1017. године и припадала је Хејан периоду. Владајући цареви били су Санџо и Го-Ичиџо. Нова ера је именована како би обележила долазак цара Санџоа на власт.

## Важнији догађаји Чова ере
- 1012. (Чова 1, осми месец): Цар Санџо жени ћерку дворског кампакуа Фуџиваре но Мичинаге.[4]
- 1016. (Чова 4, једанаести месец): Избија пожар у царској палати.[4]
- 10. март 1016. (Чова 5, двадесетдевети дан првог месеца): У петој години Санџове владавине цар абдицира у корист свог нећака. Трон наслеђује цар Го-Ичиџо.[5]